# Valeri Goborov
Valeri Grigorievitch Goborov (en ukrainien : Валерій Григорович Гоборов, russe : Валерий Григорьевич Гоборов, né le 20 janvier 1966 à Kherson (RSS d'Ukraine) et décédé le 7 septembre 1989, à Moscou (RSFS de Russie) est un joueur soviétique de basket-ball.

## Carrière
Valeri Goborov remporte la médaille d'or avec la sélection soviétique lors des Jeux olympiques 1988. Il est champion d'URSS en 1988.
Il meurt le 7 septembre 1989 à Moscou dans un accident de la route, à l'âge de 24 ans.